# Geert van Wou
Maria Johannes Gerardus van Wou (Nijmegen, ca. 1450 - Kampen, 1527) wordt beschouwd als de belangrijkste luidklokkengieter die Europa gekend heeft.
Van Wou was de zoon van een klokkengieter. Hij werd in 1474 als poorter van 's-Hertogenbosch ingeschreven. In 1477 ging hij een samenwerkingsverband aan met de Bossche gieter Gobel Moer, met wie hij een klok voor de Sint-Eusebiuskerk in Arnhem goot. Het lijkt erop dat Van Wou daarna zelfstandig is gaan werken. Zo goot hij in 1479 een voorslag voor de Domtoren van Utrecht. Een jaar later vestigde hij zich in Kampen.

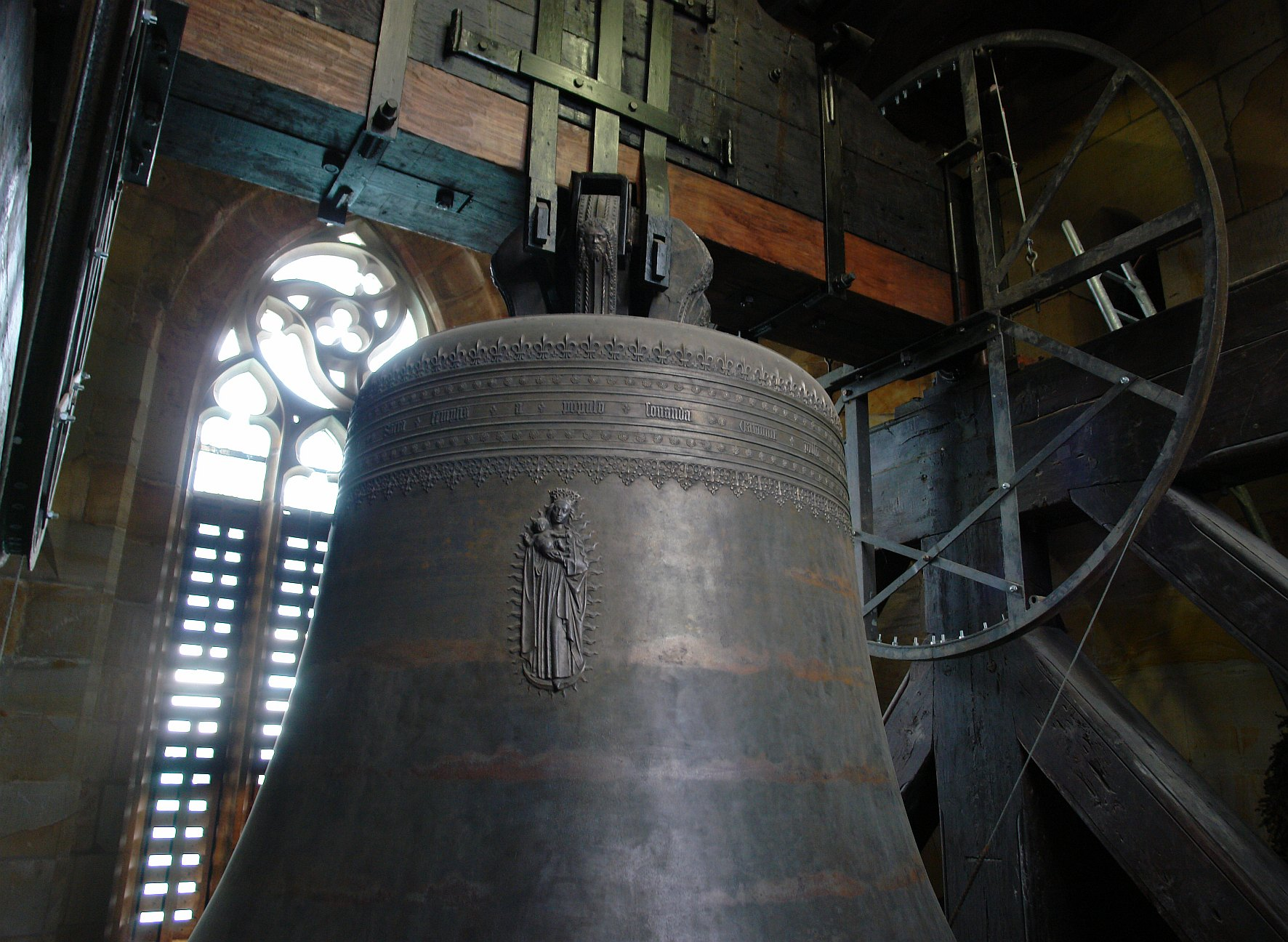
Gloriosa in de Dom van Erfurt van Geert van Wou

Van Wou dankt zijn reputatie vooral aan zijn zware geluien, die hij veelal goot voor steden in Duitsland, zoals Hamburg, Osnabrück (verloren), Recklinghausen (drie klokken, 1500), Braunschweig (drie klokken, 1502) en Erfurt. Twee klokken in Jacobuskerk (Zeerijp) (Groningen). Voor Erfurt maakte hij in 1497 de E klok Gloriosa met een gewicht van ongeveer 11.400 kg. Nadat deze klok in 1984 scheurde in de slagrand, werd deze in 2004 gelast. Het gelui van de Domtoren te Utrecht uit 1505 bestaat uit dertien klokken waarvan de zwaarste 8100 kg weegt (de zeven kleinste zijn in 1664 omgesmolten ten behoeve van een nieuwe beiaard en in 1982 gereconstrueerd). Desondanks moest hij na voltooiing van de opdracht kritiek van het Domkapittel ondergaan, wellicht omdat de klank door een gewijzigd profiel anders was dan die van eerdere klokken van Van Wou.
Na 1507 werd hij minder actief en goot hij zijn klokken vaak in samenwerking met Johannes Schonenborch. Dat geldt voor onder meer het gelui voor Lübeck uit 1507. De klokken uit de periode 1523 tot 1527, gesigneerd Geert van Wou, zijn waarschijnlijk van de hand van zijn gelijknamige zoon of neef.
In totaal zijn er ongeveer 140 klokken van Van Wou bewaard gebleven.
Naast klokken goot Van Wou ook geschut.

## Varia
Bij de aanleg van Amsterdam-Zuid werd in 1880 een straat parallel aan de Amstel naar hem vernoemd, de Van Woustraat.
Van Wou komt voor in het boek Hasse Simonsdochter van schrijfster Thea Beckman.
De trappen tussen het Stevenskerkhof en de Stikke Hezelstraat in Nijmegen kregen in 2017 de naam Geert van Woutrappen.

## Video's
- Reparatie en takelen van Gloriosa Glocke Erfurt (annimatie)
- Gloriosa in het nieuws
- Van Wou klok in Oldenzaal gerestaureerde ophanging